# عتبة بن غزوان
عتبة بن غزوان (40 ق هـ/ 584 م- 17 هـ/ 638 م،) صحابي بدري، كان حليفًا لبني نوفل بن عبد مناف في الجاهلية. أسلم وهاجر إلى يثرب، وشارك مع النبي محمد ﷺ في غزواته كلها، ثم شارك في فتح العراق، وهو الذي اختطّ البصرة، وكان أول ولاتها.

## نسبه
- أبوه: غَزْوَان بن جابر بن وُهيب بن نُسَيْب بن زيد بن مالك بن الحارث بن عَوْف بن الحارث بن مازن بن منصور بن عكرمة بن خصَفة بن قيس عَيْلاَن بن مضر بن نزار بن معد بن عدنان.

## سيرته
كان عتبة بن غزوان بن جابر بن وهيب المازني من السابقين الأولين إلى الإسلام، فكان سابع سبعة أسلموا، وهو من بني مازن بن منصور أحد قبائل قيس عيلان، وكان حليفًا لبني عبد شمس بن عبد مناف، وقيل بني نوفل بن عبد مناف في الجاهلية.
هاجر عتبة بن غزوان إلى الحبشة، ثم عاد فهاجر إلى يثرب مع مولاه خباب والمقداد بن عمرو، ونزل هو ومولاه خباب على عبد الله بن سلمة العجلاني. وقد آخى النبي محمد ﷺ بينه وبين أبي دجانة. شهد عتبة مع النبي محمد ﷺ غزواته كلها، وكان فيها من الرماة المهرة.
بعد وفاة النبي محمد ﷺ، شارك عتبة بن غزوان  في فتح العراق، وهو الذي فتح الأُبُلَّة، واختطّ مدينة البصرة بأمر من الخليفة عمر بن الخطاب  الذي استعمله عليها ليكون أول ولاتها، وقضى فيها ستة أشهر، ثم سار إلى المدينة المنورة يستعفي من الولاية، فرفض عُمر، وردّه إلى ولايته، فمات في الطريق سنة 17 هـ، وعمره يومها 57 سنة. أما صفته، فكان رجلاً طويلاً جميلاً. ودفن بالقرب من المدينة المنورة.

## روايته للحديث النبوي
- روى عن: النبي محمد ﷺ.[8]
- روى عنه: خالد بن عمير العدوي وقبيصة بن جابر وغنيم بن قيس المازني[4] وشويس أبو الرقاد وحفيده عتبة بن إبراهيم بن عتبة بن غزوان.[8]
- الجرح والتعديل: لعتبة حديث في صحيح مسلم[4][6] كما روى له الترمذي والنسائي وابن ماجه.[8]